# Travolta-Kleid

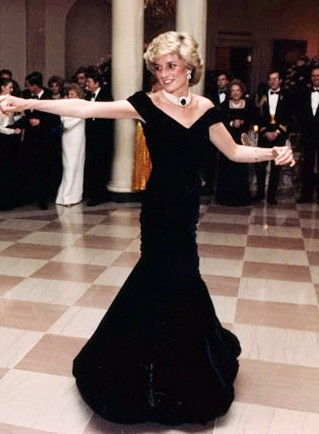
Fürstin Diana im mitternachtsblauen Travolta-Kleid beim Gala-Dinner im Weißen Haus

Das Travolta-Kleid ist eines der bekanntesten Kleider von Diana, Princess of Wales; es wurde von Victor Edelstein entworfen. Diana trug es zum ersten Mal bei einem Staatsbankett am 9. November 1985 im Weißen Haus in Washington, D.C.
Obwohl Diana an diesem Gala-Abend mehrere Tanzpartner hatte, wurden die Erscheinung der Fürstin und ihr festliches Abendkleid während ihres Tanzes mit dem US-amerikanischen Schauspieler John Travolta als besonders glamourös wahrgenommen. Als Folge der „Mediensensation“, die dieses Ereignis in den englischsprachigen Zeitungen auslöste, erhielt das Ballkleid der Fürstin den Namen Travolta dress.
Das Travolta-Kleid wurde 1997 von Diana wenige Monate vor ihrem Tod für wohltätige Zwecke zur Versteigerung freigegeben und erzielte dabei einen Preis von 100.000 Pfund Sterling. Im Jahr 2013 wurde es erneut versteigert, diesmal für 240.000 Pfund Sterling. Es befindet sich derzeit im Besitz eines anonymen Käufers.

## Design
Das schulterfreie, asymmetrisch geschnittene Abendkleid aus gerafftem, mitternachtsblauen Seidensamt wurde von dem in London tätigen Modeschöpfer Victor Edelstein entworfen, der sich dabei von der Mode der Edwardian era (Anfang des 20. Jahrhunderts) inspirieren ließ. Das formale, v-förmige auf der Vorder- und Rückenseite dekolletierte Abendkleid besitzt eine schmale Silhouette mit einem unterhalb der Kniepartie aufspringenden weich fließenden Rock. Das aufwendig gearbeitete, enganliegende, asymmetrisch drapierte Oberteil ist durch eine bogenförmige, stark vertiefte Taille gekennzeichnet. Auf der linken Seite des Kleides wurde in Kniehöhe am Übergang zum Rockteil eine aus gleichem Material gefertigte Stoffschleife angebracht.
Die Journalistin Jackie Modlinger beschrieb es als „dramatisch im Stil“ und „königlich im Material“.

## Staatsempfang in Washington

### Ankunft des Kronprinzenpaares
Fürstin Diana und ihr Gatte, Prinz Charles, befanden sich ab Anfang November 1985 auf einem offiziellen Staatsbesuch in den Vereinigten Staaten und trafen am frühen Morgen des 9. November von Hawaii kommend, mit einem durch die Zeitverschiebung von fünf Stunden verursachten Jetlag, auf der Andrews Air Force Base bei Washington ein. Am Flughafen wurden sie vom britischen Botschafter Sir Oliver Wright empfangen und von etwa 2.000 Schaulustigen mit Blumen und Fähnchen begrüßt. Danach brachte ein Hubschrauber das königliche Paar zur britischen Botschaft, wo es bis zur Weiterreise nach Florida am 12. November wohnte.

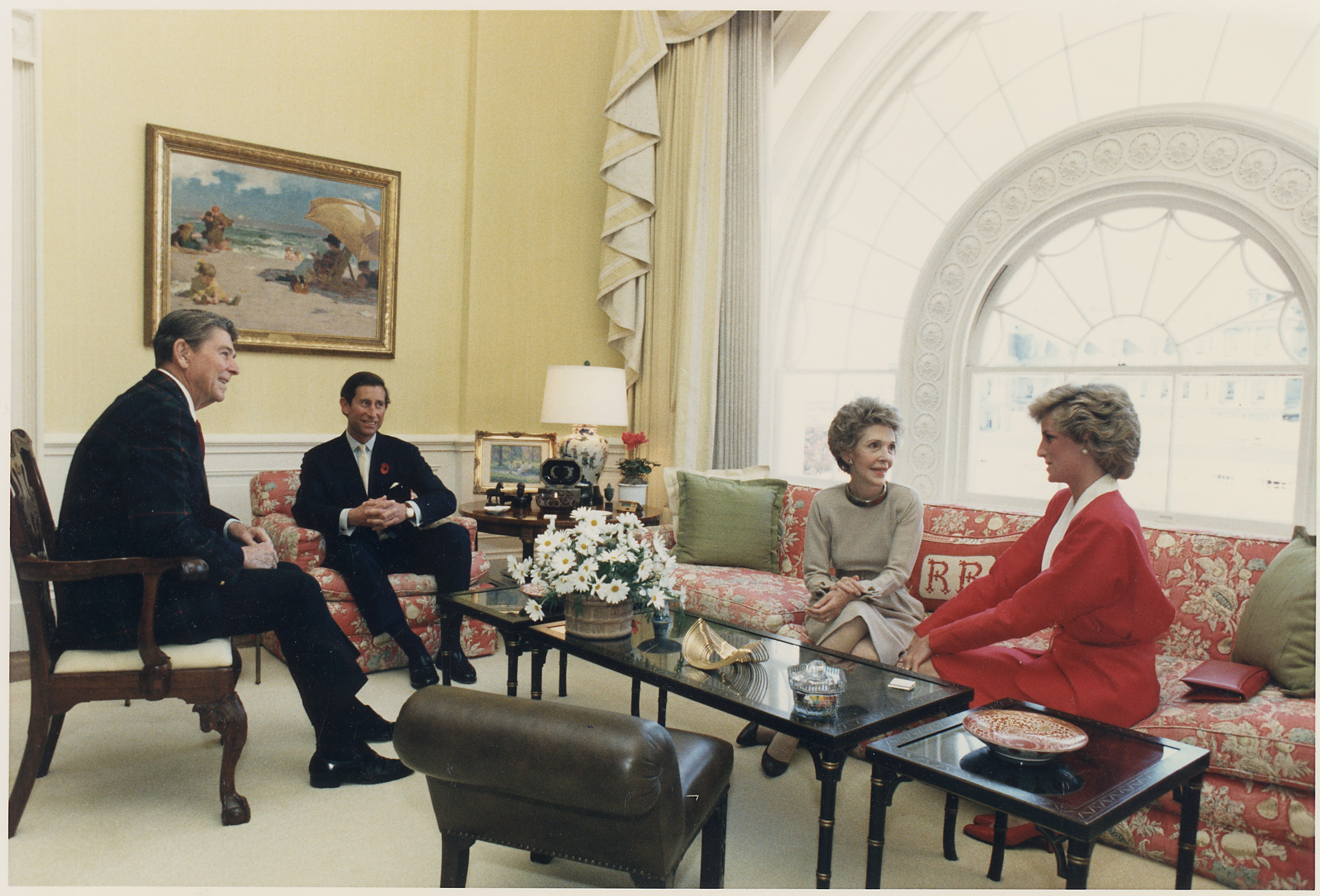
Informeller Empfang im Weißen Haus

Nach einer kurzen Ruhepause fuhr das Paar im silbernen kugelsicheren Rolls-Royce Silver Shadow der britischen Botschaft zum Weißen Haus, wo es informell von Präsident Ronald Reagan und seiner Frau Nancy begrüßt wurde. Während der Begrüßung protestierten einige Dutzend Demonstranten außerhalb der Absperrung gegen die Militärpräsenz Großbritanniens in Nordirland und skandierten „IRA all the way“.
Während des restlichen Tages absolvierten der Fürst und die Fürstin, teils gemeinsam, teils getrennt, vier sorgfältig geplante Empfänge sowie abschließend eine Pressekonferenz mit mehr als 100 amerikanischen und britischen Journalisten in der britischen Botschaft. Mehrere mitreisende britische Journalisten, die sich in Australien nicht an die Auflagen des königlichen Hauses gehalten hatten, waren dazu nicht eingeladen worden.

### Offizieller Staatsempfang mit Dinner

Offizieller Empfang am Samstagabend, 9. November 1985

Am Abend desselben Tages wurde dem Kronprinzenpaar zu Ehren ein Staatsempfang mit Gala-Dinner für 80 Personen im Weißen Haus gegeben, zu dem der Präsident und die First Lady eingeladen hatten. Bei dieser Gelegenheit trug die Fürstin das mitternachtsblaue Abendkleid von Edelstein, eine siebenfache, eng anliegende Perlenkette mit einem von Diamanten eingefassten Saphir und anfänglich lange Handschuhe.
Die Festlichkeiten begannen mit dem offiziellen Empfang des Paares und der Gäste vor dem Weißen Haus. Unter den Eingeladenen waren Größen aus dem Showgeschäft, aus Politik, Wissenschaft, Sport und der Wirtschaft, beispielsweise die Opernsängerinnen Beverly Sills und Leontyne Price, die Schauspieler Tom Selleck, Clint Eastwood und John Travolta, Sänger und Songwriter Neil Diamond, die Ozeanographen Jacques-Yves Cousteau und Robert Ballard, der frühere Astronaut Alan Shepard, der Sportfunktionär Peter Ueberroth, die Eiskunstläuferin Dorothy Hamill, der Balletttänzer Mikhail Baryshnikov, der Künstler David Hockney, die Philanthropin Brooke Astor, die Malerin und Designerin Gloria Laura Vanderbilt, der Unternehmer Henry John Heinz II. sowie weitere Freunde und Bekannte des Präsidenten- und des Kronprinzenpaares. Einige Hundert Reporter, Fotografen und Fernsehtechniker waren auf dem Südrasen des Weißen Hauses anwesend, um über die Ankunft der Berühmtheiten zu berichten.
Nach Aufnahme der offiziellen Fotos des Staatsempfangs fand das Dinner mit einer Speisenfolge aus Maryland-Krabben mit Hummermousseline, glasiertem Hühnchen und Pfirsichsorbet im State Dining Room des State Floor statt, wobei jeder Gang mit einem anderen amerikanischen Wein serviert wurde. Während des Dinners wurden Reden gehalten und Toasts ausgesprochen. Das U.S. Marine Orchestra und die U.S. Army Strolling Strings begleiteten das Dessert. Danach trug Leontyne Price eine Auswahl aus Madama Butterfly und Porgy and Bess vor.

### Das Ereignis, das dem Kleid seinen Namen gab
Nach dem Dinner begab sich die Gesellschaft vom State Dining Room in die daneben liegende Entrance Hall, die für Tanzveranstaltungen bei solchen Anlässen verwendet wird. Bereits gegen 21 Uhr, vor dem Entrée, hatte Nancy Reagan John Travolta informiert, dass die Fürstin später gerne mit ihm tanzen würde.
Diana hatte in ihrer Jugend Ballettunterricht genommen, gab aber diese Art des Tanzes wegen ihrer Größe weitgehend auf. Doch sie blieb ihrem Interesse am Ballett und besonders ihrer Verehrung für den Tänzer und Choreografen Mikhail Baryshnikov auch später treu. Dieser Hintergrund führte später zu Spekulationen, dass sie während des Empfangs gerne mit Baryshnikov getanzt hätte, doch Baryshnikov, der mit einer Größe von etwa 1,70 m auch erheblich kleiner war als Diana (1,78 m), war an diesem Abend mit einer Fußverletzung zum Staatsdinner gekommen.

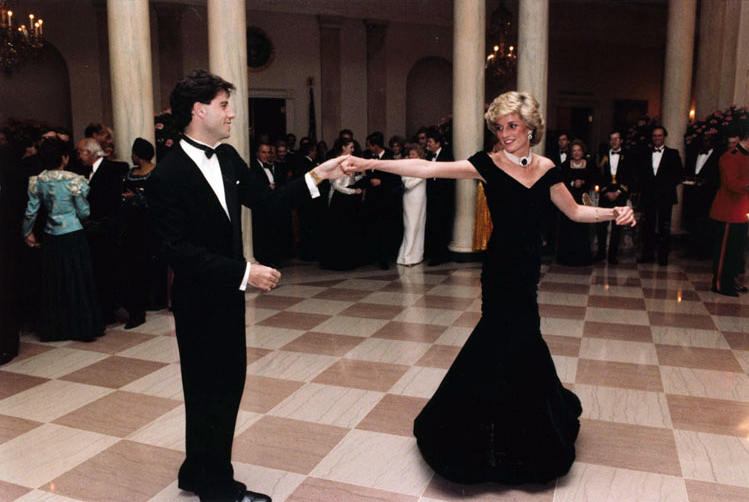
John Travolta und Fürstin Diana als Tanzpaar

Die Musikkapelle war ebenfalls vorher instruiert worden, und als sie um Mitternacht ein Medley aus Melodien des Films Saturday Night Fever zu spielen begann, forderte Travolta Diana zum Tanz auf. Die Tanzfläche in der Entrance Hall leerte sich und Travolta, elegant in Armani, und Fürstin Diana im mitternachtsblauen Abendkleid begannen im Discostil zu tanzen. Anwesende kommentierten später: „... Saturday Night Fever brach aus...“
Als die Band nach mehr als einer Viertelstunde das letzte Musikstück beendet hatte, verbeugte sich Travolta tief vor der Fürstin und diese machte einen Hofknicks.

### Wahrnehmung in den Medien
Obwohl Diana (24) an diesem Abend mehrere Tanzpartner hatte, unter anderem Präsident Reagan (74), Clint Eastwood (55), den während des Tanzes singenden Neil Diamond (44) und Tom Selleck (40), wurde fast ausschließlich ihr Tanz mit John Travolta (31) als besonders glamouröser Höhepunkt wahrgenommen. Die Fotos von Fürstin Diana und John Travolta beim Tanz zu Musikstücken aus dem Film Saturday Night Fever wurden von dem Fotojournalisten Pete Souza, dem Cheffotografen des Weißen Hauses, aufgenommen, an die Medien weitergeleitet und erschienen in Zeitungen weltweit.
Das Time Magazine, das auch über diesen Staatsempfang berichtete, nannte dieses Ereignis später “one of the 10 most memorable state-dinner moments” und es löste eine „Mediensensation“ aus. Infolge dieser Zeitungsberichte erhielt das Kleid, das Diana an diesem Abend trug, den Namen Travolta dress (Travolta-Kleid).
Rückblickend betrachtet, wird Dianas Auftritt mit diesem Kleid von den Modekritikern und Biografen als der Wendepunkt im medialen Auftreten der Fürstin von Wales angesehen. Während in den ersten Ehejahren Dianas Modestil eher klassisch-konservativ charakterisiert werden kann (“Shy Di”), veränderte sich Mitte der 1980er Jahre unter der Einbeziehung der Medien der Kleidungsstil Dianas (“Dynasty Di”). Sie setzte Modetrends und achtete zunehmend auf die mediale Wirkung ihrer bevorzugt elegant-sportlichen Kleidung.

## Kultobjekt und Wertgegenstand
Die Fürstin trug das Kleid noch einmal im April 1988 bei der Premiere des Filmes Wall Street. Angeblich trug sie es außerdem für das letzte offizielle Porträtfoto, das 1997 vom Onkel ihres früheren Gatten, Lord Snowdon, aufgenommen wurde.
Durch die Art und Weise, wie sich Fürstin Diana bei öffentlichen Auftritten und in bestimmten Phasen ihres Lebens kleidete, welche Frisuren sie trug und welches Make-up sie verwendete – was durch Fotos ausgiebig dargestellt und dokumentiert wurde – erhoben sie die Medien für die Öffentlichkeit zur Mode- und Stilikone. Die Kleider, die sie bei ganz bestimmten Anlässen getragen hatte, wurden dadurch zu „Kultgegenständen“ (engl. iconic dresses).

“There are some dresses that transcend fashion and come to symbolise a moment. Such was the case with the midnight blue velvet off-the-shoulder evening gown worn by Princess Diana to dance with John Travolta at a White House ball in 1985. ... I realised all it represented: not just the late princess, but the 1980s themselves; the innocence of the decade’s materialism and the belief that everything was possible if you were armed with charm, drive and power shoulders.”

„Es gibt einige Kleider, die weit mehr sind als nur Mode und die symbolisch für einen Moment stehen. Dies war der Fall mit dem mitternachtsblauen, schulterfreien Abendkleid, das Prinzessin Diana trug, als sie 1985 mit John Travolta bei einem Ball im Weißen Haus tanzte. ... Ich erkannte, was das alles repräsentierte: Nicht nur die verstorbene Prinzessin, sondern die 1980er Jahre selber; die Unschuld des Materialismus dieses Jahrzehnts und der Glaube, dass alles möglich sei, wenn man nur Charme, Drive und breite, gepolsterte Schultern hatte.“

### Auktionen
- 1997 entschloss sich Diana, 79 ihrer Kleider,[36] darunter auch das Travolta-Kleid, bei einer Auktion zugunsten wohltätiger Zwecke versteigern zu lassen. Die Kleider wurden dem Auktionshaus Kerry Taylor Auctions in London übergeben, die sie bei Christie’s in Manhattan, New York, am 25. Juni 1997 versteigern ließen.[37] Die amerikanische Geschäftsfrau Maureen Rorech Dunkel aus Florida ersteigerte zehn Kleider; das Travolta-Kleid war dabei mit 100.000 £ das teuerste.[18] Die Auktion wurde später vom US-amerikanischen Fernsehprogrammanbieter Home Box Office[38] zu einer Dokumentation zusammengefasst, die im Juli 2013 im englischen Fernsehen gezeigt wurde.[39]

Nach dem Tode Dianas am 31. August 1997 wurde der Erlös für die Kleider an die People’s Princess Charitable Foundation (PPCF) überführt.
Maureen Rorech Dunkel hatte Fürstin Dianas Kleider mit dem Ziel erworben, damit in den USA Ausstellungen, unter anderem unter dem Titel Dresses For Humanity, durchzuführen. Nach Dianas Tod stieg erneut das Interesse an allem, was mit der ehemaligen Fürstin von Wales in Zusammenhang stand.
- Doch Dunkel wurde insolvent[40] und am 23. Juni 2011 wurde eine Zwangsversteigerung bei Waddington’s in Toronto angesetzt. Nach der Versteigerung wurden die für die einzelnen Kleider erzielten Beträge veröffentlicht,[41] und nach diesen Angaben war für das Travolta-Kleid ein Rekordpreis von 800.000 kanadischen Dollar bezahlt worden.[42][43] Doch später meldeten Zeitungen, dass dieser angebliche Verkauf ein Fake gewesen sei, und ein Sprecher des Auktionshauses bedauerte zwar den Vorfall, erklärte aber nicht, wie es dazu gekommen war.[44] Das Travolta-Kleid war bei dieser Auktion nicht ersteigert worden.[45]
- Bei einer dritten Auktion durch Kerry Taylor Auctions in London am 19. März 2013 wurde das Travolta-Kleid schließlich versteigert, erzielte 240.000 £ (etwa 281.000 €) und war wiederum das teuerste versteigerte Kleid.[46] Es wurde laut Aussage des Auktionshauses von einem anonymen Briten „als Überraschung für seine Frau gekauft, um diese aufzuheitern“.[25][47][48]

### Ausstellungen
- Von Oktober 1999 bis März 2000 war das Travolta-Kleid Objekt Nr. 4 in der Ausstellung Diana, Princess of Wales in der Royal Ceremonial Dress Collection des Kensington Palace.[2][49]
- Ab dem 1. Juli 2010 wurde das Travolta-Kleid zusammen mit anderen Kleidern Dianas im Branson Exhibition Center in Branson (Missouri) ausgestellt.[50]
- Von Mai bis Juni 2011 wurde das Kleid in der Ausstellung The Life of a Royal Icon im DX Museum in Toronto gezeigt.[51]

### Vermarktung und Rechteinhaber
Nach dem Tod von Diana erhielt der Diana, Princess of Wales Memorial Fund die Rechte an der Vermarktung von Artikeln mit Bezug auf Abbildungen jeder Art von Diana. Als 1998 The Franklin Mint, ein amerikanischer Hersteller von Münzen, Schmuckstücken, Modellautos, Puppen und anderen Sammlerstücken, nach der Ablehnung der Vergabe einer Lizenz durch den Memorial Fund trotzdem Diana-Artikel herstellte und verkaufte – darunter eine Diana-Puppe und Diana-Kleider, einschließlich des Travolta-Kleides –, verklagte der Memorial Fund das Unternehmen. Aufgrund einer ungeeigneten Rechtsstrategie verlor der Memorial Fund den Prozess und The Franklin Mint brachte 2003 eine Gegenklage wegen Verleumdung vor. Im November 2004 wurde der Fall außergerichtlich gelöst und der Diana Memorial Fund zahlte 14 Mill. £ an karitative Projekte, auf die sich beide Prozesspartner geeinigt hatten.
In den USA brachte 2010 ein Hersteller von Porzellansammelstücken eine Diana-Statuette im Travolta-Kleid auf den Markt.

### Elvis-Kleid
Ein weiteres Kleid der Fürstin erhielt von Diana selbst den Namen einer Größe aus dem Showgeschäft: Das Elvis dress (Elvis-Kleid) ist ein trägerloses Kleid aus Seide, das mit etwa 20.000 Perlen benäht ist und zu dem ein passendes Bolero-Oberteil gehört. Es wurde 1989 von Catherine Walker entworfen, die sich dabei von einem Showkostüm des Sängers und Schauspielers Elvis Presley inspirieren ließ. Diana trug es 1989 auf einer Tour nach Hongkong und bald danach bei den British Fashion Awards im Oktober 1989 in London. Das Kleid wurde 1997 bei einer Christie’s-Auktion von The Franklin Mint ersteigert.